# College Football Championship Game
Le College Football Championship Game ou College Football Playoff National Championship est la finale du championnat de football américain universitaire (NCAA Division I Football Bowl Subdivision) laquelle voit s'affronter les vainqueurs des deux demi-finales du College Football Playoff (remplaçant le BCS National Championship Game).
Le site de la finale est déterminé comme pour le Super Bowl. Les villes américaines peuvent se porter candidates à l'organisation de l’événement et ensuite un site est choisi. Pour accueillir la finale, la capacité minimal est de 65 000 places. Le site de la finale ne peut pas accueillir la même année une demi-finale et la finale. De plus, le site ne peut pas être le même deux années consécutives.
Le gagnant du match se voit décerner un trophée que les organisateurs ont désiré sans ressemblance avec celui décerné lors des finales du BCS. Ce nouveau trophée (le College Football Playoff National Championship Trophy) est sponsorisé jusqu'en 2020 par la société Dr Pepper laquelle en a acquis les droits en versant une somme approximative de 35 M. US$. Il a été dévoilé le 14 juillet 2014, mesure 26,5 pouces de haut (= 67,31 cm) et pèse 35 livres (= 15,87 kg).
Le premier College Football Championship Game s'est déroulé le 12 janvier 2015 au AT&T Stadium d'Arlington au Texas.

## Futurs sites
Le nombre de ville capables d’accueillir l’événement est assez limité, le stade devant avoir une capacité minimale de 65 000 places. En plus du Raymond James Stadium de Tampa en Floride (candidate non choisie pour la première finale), les villes suivantes (liste non exhaustive) sont susceptibles d'accueillir un jour le match : La Nouvelle-Orléans, Glendale, Pasadena en Californie, Orlando (Floride), San Antonio et quasi toutes les villes dont les stades hébergent une franchise de la NFL. Il est à signaler qu'il n'y a pas de restriction par rapport aux conditions météorologiques possibles. C'est ainsi que les représentants de la ville de New York se sont montrés intéressés d'accueillir le match au Yankee Stadium lequel héberge déjà le Pinstripe Bowl. Néanmoins, sa capacité maximale en configuration football américain étant de 54 000 spectateurs, le match aurait plus de chance d'être joué en périphérie de la ville au MetLife Stadium situé à East Rutherford dans le New Jersey (stade où jouent les deux franchises NFL, les Giants de New York et les Jets de New York).
Les stades choisis pour les éditions 2016 et 2017 ont été dévoilés le 16 décembre 2013 :l'University of Phoenix Stadium de Glendale (2016) et le Raymond James Stadium de Tampa en Floride (2017).
Quatre villes s'étaient proposées pour 2016 soit : Glendale, l'EverBank Field de Jacksonville, le Mercedes-Benz Superdome à La Nouvelle-Orléans et Tampa. Six villes s'étaient proposées pour accueillir le match de 2017 soit : Tampa, le Levi's Stadium dans la Baie de San Francisco, le Vikings Stadium de Minneapolis, l'Alamodome de San Antonio, le Sun Life Stadium à Miami Gardens en Floride et Jacksonville.
Depuis l'instauration du système du College Football Playoff, les villes accueillant les demi-finales ne peuvent accueillir la finale la même année, La Nouvelle-Orléans et Tampa ne sont dès lors pas éligibles pour la finale de 2018. Il en va de même pour Miami Gardens et Jacksonville en 2019 et pour Glendale et Atlanta en 2020. Ces mêmes exclusions reviendront tous les 3 ans jusqu'en 2026.

## College Football Playoff Game
| Saison | Date            | Vainqueur         | Score   | Finaliste     | Finale                                  | Stade                                                  |
| ------ | --------------- | ----------------- | ------- | ------------- | --------------------------------------- | ------------------------------------------------------ |
| 2014   | 12 janvier 2015 | #4 Ohio State     | 42 - 20 | #2 Oregon     | College Football Championship Game 2015 | AT&T Stadium Arlington, Texas                          |
| 2015   | 11 janvier 2016 | #2 Alabama        | 45 - 40 | #1 Clemson    | College Football Championship Game 2016 | University of Phoenix Stadium Glendale, Arizona        |
| 2016   | 9 janvier 2017  | #2 Clemson        | 35 - 31 | #1 Alabama    | College Football Championship Game 2017 | Raymond James Stadium Tampa, Floride                   |
| 2017   | 8 janvier 2018  | #4 Alabama (2)    | 26 - 23 | #3 Georgia    | College Football Championship Game 2018 | Mercedes-Benz Stadium Atlanta, Géorgie                 |
| 2018   | 7 janvier 2019  | #2 Clemson (2)    | 44 - 16 | #1 Alabama    | College Football Championship Game 2019 | Levi's Stadium Santa Clara, Californie                 |
| 2019   | 13 janvier 2020 | #1 LSU            | 42 - 25 | #3 Clemson    | College Football Championship Game 2020 | Mercedes-Benz Superdome La Nouvelle-Orléans, Louisiane |
| 2020   | 11 janvier 2021 | #1 Alabama (3)    | 52 - 24 | #3 Ohio State | College Football Championship Game 2021 | Hard Rock Stadium Miami Gardens, Floride               |
| 2021   | 10 janvier 2022 | #3 Georgia        | 33 - 18 | #1 Alabama    | College Football Championship Game 2022 | Lucas Oil Stadium Indianapolis, Indiana                |
| 2022   | 9 janvier 2023  | #1 Georgia (2)    | 65 - 7  | #3 TCU        | College Football Championship Game 2023 | SoFi Stadium Inglewood, Californie                     |
| 2023   | 8 janvier 2024  | #1 Michigan (1)   | 34 - 13 | #2 Washington | College Football Championship Game 2024 | NRG Stadium Houston, Texas                             |
| 2024   | 20 janvier 2025 | #6 Ohio State (2) | 34 - 23 | #5 Notre Dame | College Football Championship Game 2025 | Mercedes-Benz Stadium Atlanta, Géorgie                 |

## Statistiques par conférences
M.à.j. le 20 janvier 2025
| Conférences  | Gagnés | Perdus | %    |
| ------------ | ------ | ------ | ---- |
| Big Ten      | 3      | 1      | 75,0 |
| SEC          | 6      | 4      | 60,0 |
| ACC          | 2      | 2      | 50,0 |
| Pac-12       | 0      | 2      | 0    |
| Big 12       | 0      | 1      | 0    |
| Indépendants | 0      | 1      | 0    |

## Statistiques par équipes
M.à.j. le 20 janvier 2025
| Rang | Équipes    | Apparitions | G | P | Saisons du titre |
| ---- | ---------- | ----------- | - | - | ---------------- |
| 1    | Alabama    | 6           | 3 | 3 | 2015, 2017, 2020 |
| 2    | Clemson    | 4           | 2 | 2 | 2016, 2018       |
| 3    | Georgia    | 3           | 2 | 1 | 2021, 2022       |
| 3    | Ohio State | 3           | 2 | 1 | 2014, 2024       |
| 5    | LSU        | 1           | 1 | 0 | 2019             |
| 5    | Michigan   | 1           | 1 | 0 | 2023             |
| 7    | Notre Dame | 1           | 0 | 1 |                  |
| 7    | Oregon     | 1           | 0 | 1 | -                |
| 7    | TCU        | 1           | 0 | 1 | -                |
| 7    | Washington | 1           | 0 | 1 | -                |

## Meilleurs joueurs (MVPs)
M.à.j. le 20 janvier 2025
| Saisons | Joueurs              | Équipes    | Postes |
| ------- | -------------------- | ---------- | ------ |
| 2014    | Ezekiel Elliott      | Ohio State | RB     |
| 2014    | Tyvis Powell (en)    | Ohio State | S      |
| 2015    | O. J. Howard         | Alabama    | TE     |
| 2015    | Eddie Jackson        | Alabama    | DB     |
| 2016    | Deshaun Watson       | Clemson    | QB     |
| 2016    | Ben Boulware (en)    | Clemson    | LB     |
| 2017    | Tua Tagovailoa       | Alabama    | QB     |
| 2017    | Daron Payne          | Alabama    | DT     |
| 2018    | Trevor Lawrence      | Clemson    | QB     |
| 2018    | Trayvon Mullen       | Clemson    | CB     |
| 2019    | Joe Burrow           | LSU        | QB     |
| 2019    | Patrick Queen        | LSU        | LB     |
| 2020    | DeVonta Smith        | Alabama    | WR     |
| 2020    | Christian Barmore    | Alabama    | DT     |
| 2021    | Stetson Bennett (en) | Georgia    | QB     |
| 2021    | Lewis Cine (en)      | Georgia    | S      |
| 2022    | Stetson Bennett (en) | Georgia    | QB     |
| 2022    | Javon Bullard        | Georgia    | S      |
| 2023    | Blake Corum (en)     | Michigan   | RB     |
| 2023    | Will Johnson (en)    | Michigan   | CB     |
| 2024    | Will Howard (en)     | Ohio State | QB     |
| 2024    | Cody Simon (en)      | Ohio State | LB     |